# 定住
定住（？—1361年），元朝大臣，元顺帝时中书右丞相。康里人，宿卫出身。
至正元年（1341年），定住任中书参知政事。后来担任翰林学士承旨，受命提调会同馆事。至正十四年（1354年），拜中书左丞相。至正十五年（1355年），进中书右丞相，加太保。诏命中书一切事务，悉听总裁。至正十六年（1356年），定住与平章政事桑哥失理等劾左丞相哈麻兄弟之罪，使他们都被贬杖而死。定住任同知枢密院事，与豫王阿剌忒纳失里引军击败红巾军李武、崔德。次年，听说李武占商州（今陕西省商洛市商州区），攻武关，取七盘，据蓝田（今陕西省蓝田县），于是赶去镇压。至正十八年（1358年），任中书平章政事，与察罕帖木儿等于巩昌（今甘肃省陇西县）击败红巾军李喜喜，驻军临洮（今甘肃省岷县）。至正二十一年（1361年），担任陕西行省平章政事，之后被李思齐袭杀。

## 延伸阅读
[在维基数据编辑]
 《新元史/卷210》，出自柯劭忞《新元史》